# Château Les Ormes de Pez

Le château les Ormes de Pez est un domaine viticole dans le Médoc, situé à Saint-Estèphe. Il a fait partie des crus bourgeois exceptionnels lors du classement de 2003. Le château est situé dans le hameau de Pez, au nord de Saint-Estèphe.

## Historique
Il est la propriété de Jean-Michel Cazes, par ailleurs propriétaire du grand cru classé Château Lynch-Bages. Le corps principal du château est de nos jours reconverti en chambres d'hôtes.

## Géologie
Le vignoble de 35 hectares se décompose en deux terroirs distincts : des parcelles graveleuses, sur des sols composés de quartz et de cailloux roulés où les cabernets s’épanouissent, et des parcelles plus argilo-sableuses, plus fraîches, qui conviennent au merlot.

## Encépagement
Les parcelles sont plantées de 70 % cabernet sauvignon, 20 % merlot, 10 % cabernet franc. Les vignes sont plantées en forte densité à 9 000 pieds/ha pour un rendement moyen de 40 hl/ha.

## Vinification & élevage
Le vin est élevé pendant 16 mois dans des barriques de chêne, neuves à 50 %. Pour la vinification, l'équipe du Château Lynch-Bages intervient.